# Вернацца
Вернацца (італ. Vernazza, ліг. Vernassa) — муніципалітет в Італії, у регіоні Лігурія,  провінція Спеція.
Вернацца розташована на відстані близько 340 км на північний захід від Рима, 70 км на південний схід від Генуї, 12 км на захід від Спеції.
Населення — 864 особи (2014).

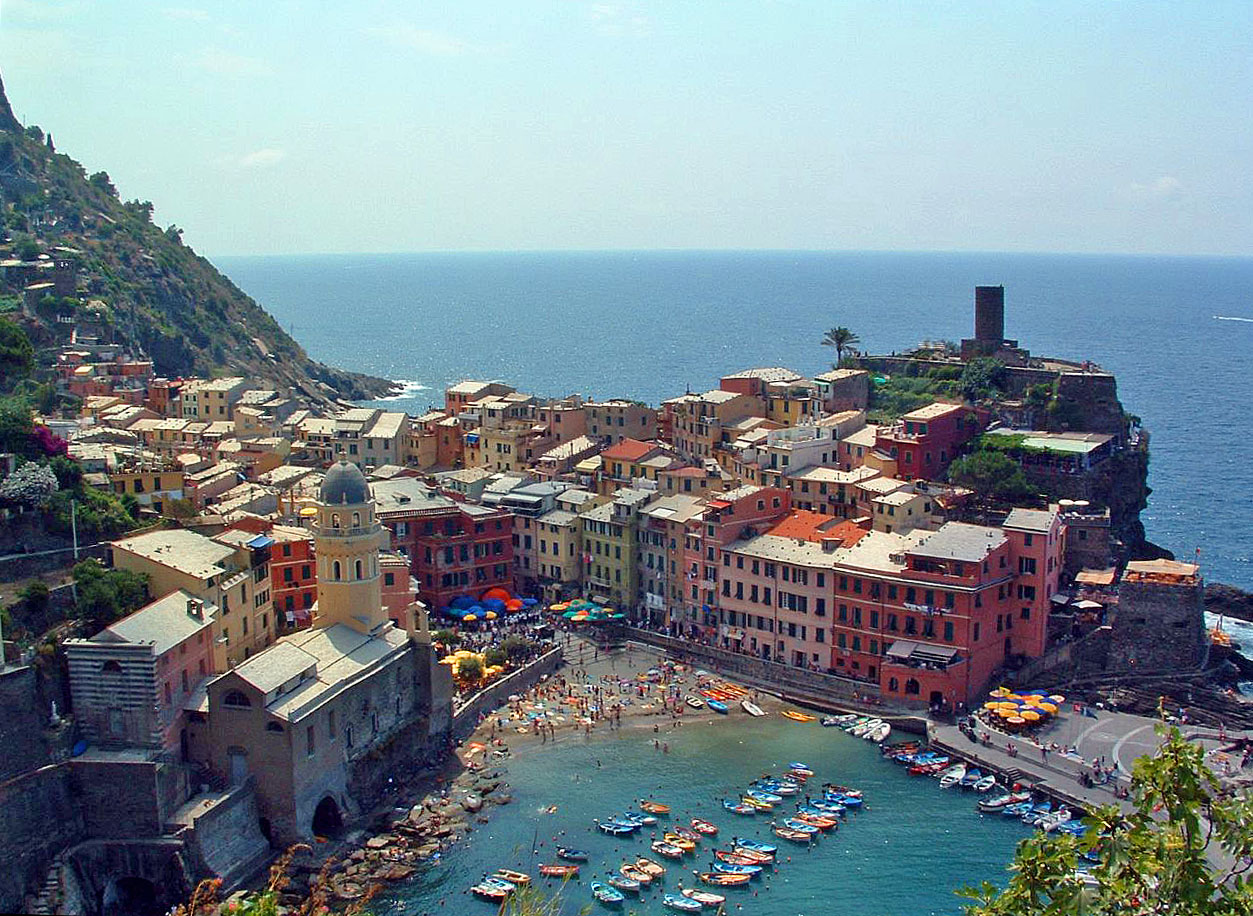

Щорічний фестиваль відбувається 20 липня. Покровитель — Марина Антиохійська.

## Демографія
Населення за роками:

Станом на 1 січня 2023 року в муніципалітеті офіційно проживали 43 іноземці з 21 країни, серед них 29 громадян країн Євросоюзу.

## Сусідні муніципалітети
- Беверино
- Монтероссо-аль-Маре
- Піньоне
- Рикко-дель-Гольфо-ді-Спеція
- Ріомаджоре